# We Can't Go Wrong (canção)
"We Can't Go Wrong" (em português:  Nós Não Podemos Errar) é o segundo single do álbum We Can't Go Wrong, lançado pelo grupo de freestyle The Cover Girls em 1989. É o primeiro single do grupo a entrar no Top 10 da Billboard Hot 100, no qual chegou a posição #8. No Canadá a canção também foi um hit, entrando no Top 40, alcançando a posição #30.

## Faixas
7" Single
| N.º | Título              | Duração |  |
| 1.  | "We Can't Go Wrong" |         |  |
| 2.  | "That Boy of Mine"  |         |  |

12" Single
| N.º | Título                           | Duração |  |
| 1.  | "We Can't Go Wrong" (LP Version) |         |  |
| 2.  | "Love Mission"                   |         |  |
| 3.  | "We Can't Go Wrong" (Edit)       |         |  |

## Posições nas paradas musicais

### Melhores posições
| Parada musical (1989/1990)          | Melhor posição |
| ----------------------------------- | -------------- |
| Canadá - Canada RPM Top 100 Singles | 30             |
| Estados Unidos - Billboard Hot 100  | 8              |

### Posições anuais
| Parada de fim de ano (1990)        | Melhor posição |
| ---------------------------------- | -------------- |
| Estados Unidos - Billboard Hot 100 | 87             |